# 앙투안 슈미트
앙투안 슈미트(Antoine Schmitt)는 프랑스의 현대 예술가, 프로그래밍 엔지니어, 디자이너이다.